# Hydrozoologia
Hydrozologia – dział zoologii oraz hydrobiologii, zajmujący się badaniem zwierząt wodnych w ich kontekście ekologicznym (nie jest hydrozoologiem specjalista zajmujący się wyłącznie taksonomią lub biochemią jakiejś grupy zwierząt wodnych, w oderwaniu od ich funkcjonowania w ekosystemie).